# Motorsport Arena Oschersleben
Le Motorsport Arena Oschersleben est un circuit de vitesse situé près de la ville d'Oschersleben (Bode) à proximité de la ville de Magdebourg en Allemagne.

## Galerie d'images

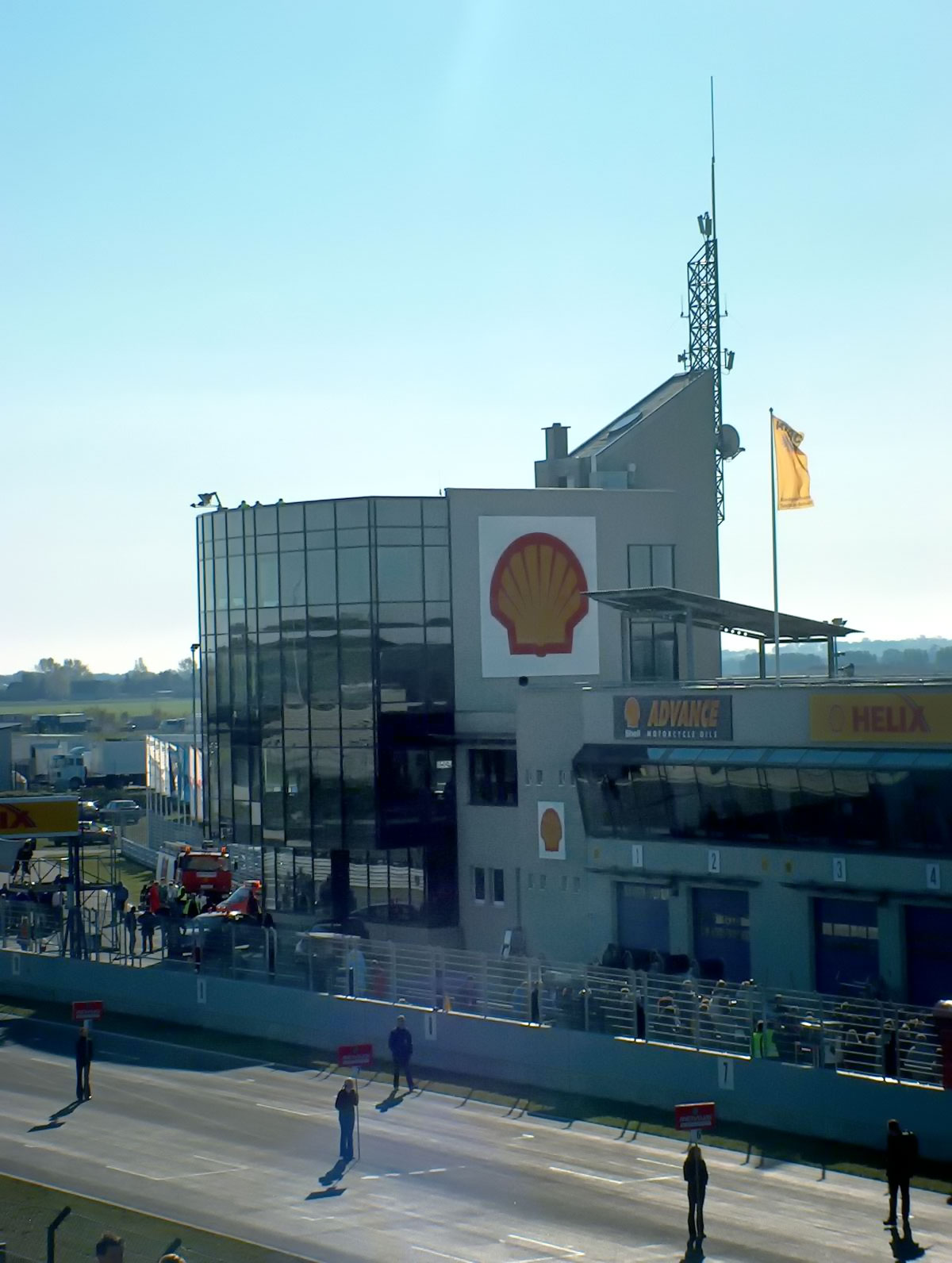
La tour
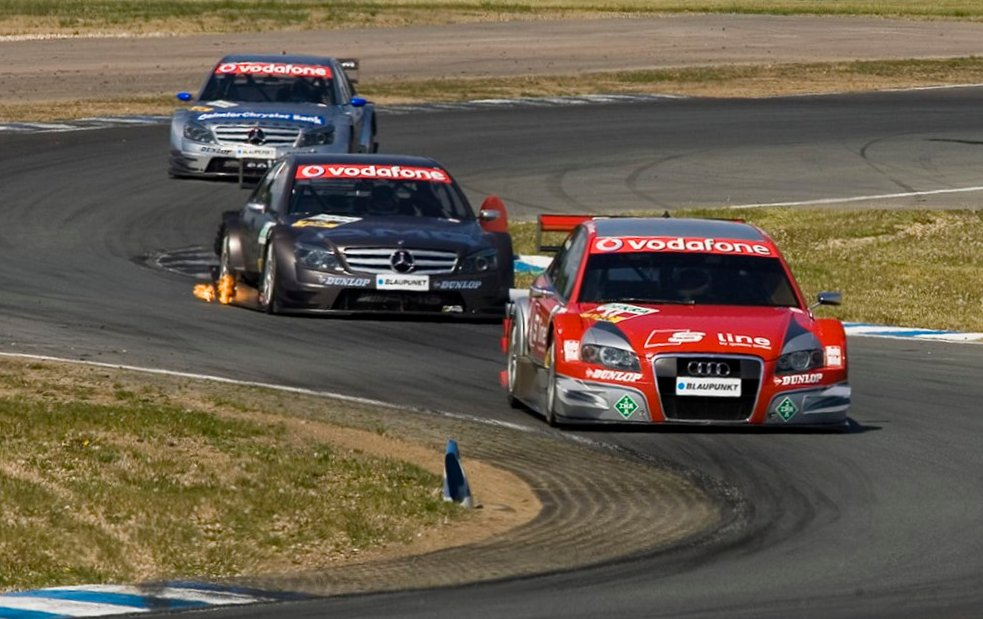
DTM 2007